# Government House

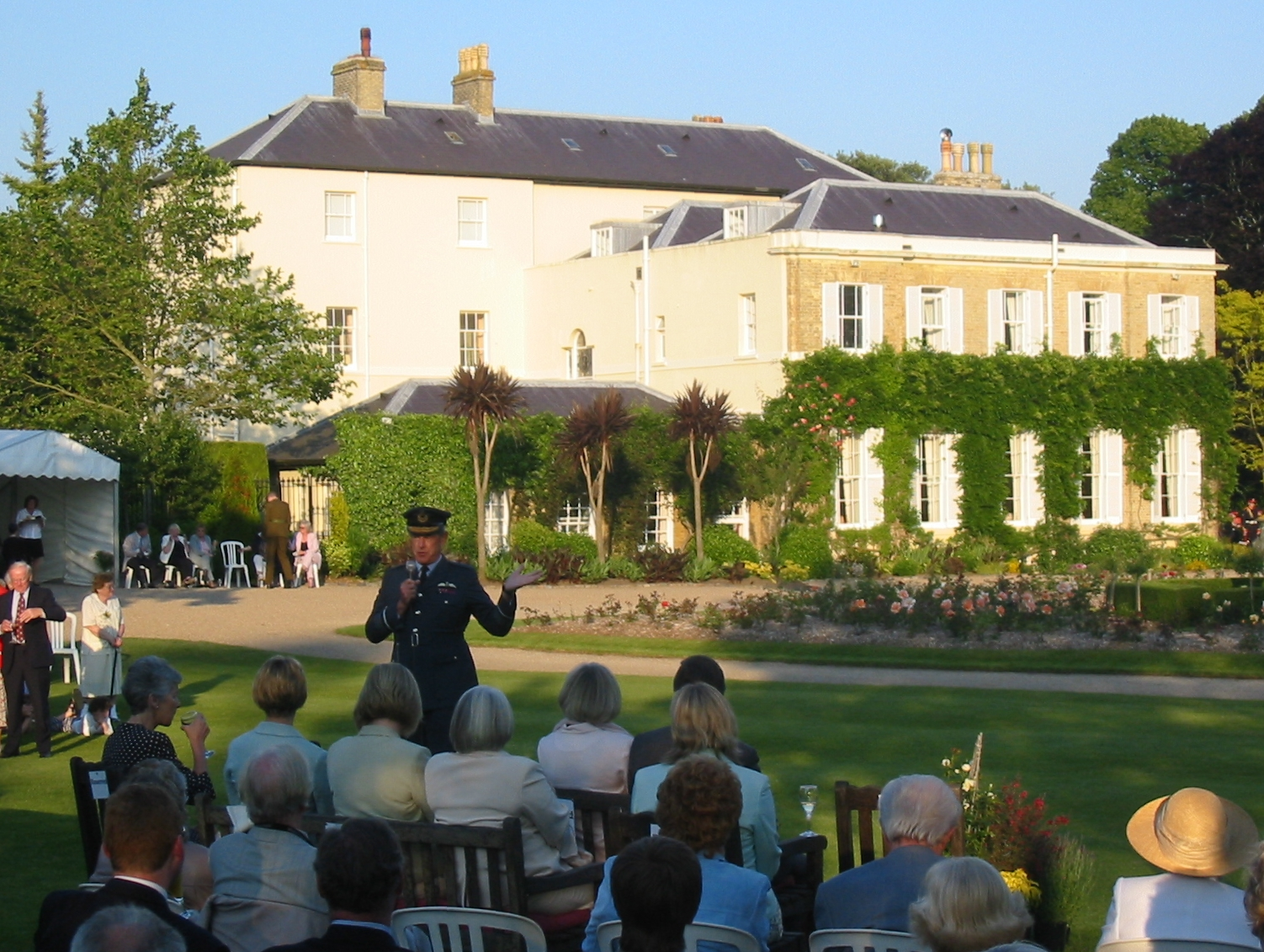
Government House auf Jersey.

Government House (wörtlich übersetzt Regierungsgebäude) ist die übliche Bezeichnung des Amts- und Wohnsitzes eines Generalgouverneurs, Gouverneurs oder Vizegouverneurs (Lieutenant Governor) in den Ländern des Commonwealth of Nations und des ehemaligen Britischen Empire.

## Australien
Das Government House (Canberra) ist die Residenz des Generalgouverneurs von Australien. Darüber hinaus werden auch die Residenzen der Gouverneure der australischen Bundesstaaten und Territorien als Government House bezeichnet:
- Government House (Adelaide) in Adelaide, South Australia
- Government House (Brisbane) in Brisbane, Queensland
- Government House (Darwin) in Darwin, Northern Territory
- Government House (Hobart) in Hobart, Tasmanien
- Government House (Melbourne) in Melbourne, Victoria
- Government House (Perth) in Perth, Western Australia
- Government House (Sydney) in Sydney, New South Wales

## Cayman Islands
- Government House (Cayman Islands), Grand Cayman

## Kanada
Die offiziellen Residenzen des Generalgouverneurs von Kanada sind:
- Rideau Hall in Ottawa
- Zitadelle von Québec

Die offiziellen Residenzen der Vizegouverneure der Provinzen sind:
- Government House (Charlottetown) in Charlottetown, Prince Edward Island
- Government House (Fredericton) in Fredericton, New Brunswick
- Government House (Halifax) in Halifax, Nova Scotia
- Government House (Regina) in Regina, Saskatchewan
- Government House (St. John’s) in St. John’s, Neufundland und Labrador
- Government House (Victoria) in Victoria, British Columbia
- Government House (Winnipeg) in Winnipeg, Manitoba

## Fidschi
Das Government House (Suva) ist der Wohnsitz des Präsidenten von Fidschi.

## Hongkong
Das Government House (Hongkong) war bis 1997 die Residenz der britischen Gouverneure und ist seit Januar 2006 der Amtssitz des Chief executive Donald Tsang.

## Isle of Man
Das Government House in Onchan ist die offizielle Residenz des Lord of Mann (derzeit König Charles III.) sowie des Vizegouverneurs, des offiziellen Vertreter der britischen Krone auf der Insel.

## Israel
Das in den 1920er und 30er Jahren erbaute Government House (Jerusalem) war von 1933 bis 1948 die Residenz des britischen Hochkommissars für Palästina. Heute dient es als Hauptquartier der United Nations Truce Supervision Organization.

## Jersey
Das Government House in Saint Saviour ist die offizielle Residenz des Vizegouverneurs von Jersey.

## Neuseeland
Der Generalgouverneur von Neuseeland besitzt zwei Residenzen: Government House (Wellington) und Government House (Auckland). Zur Geschichte der vielen unterschiedlichen Government Houses in Neuseeland, siehe Government House (Neuseeland).

## St. Lucia
Government House (St. Lucia) in Castries.

## St Kitts. & Nevis
Government House (St. Kitts & Nevis) in Basseterre.

## Gambia
- die historische Bezeichnung des Amtssitzes des britischen Gouverneur und Generalgouverneur in Gambia. Heute das ehemalige Government House, der Amtssitz des Präsidenten, State House (Gambia) genannt.